# Kurt Baebi

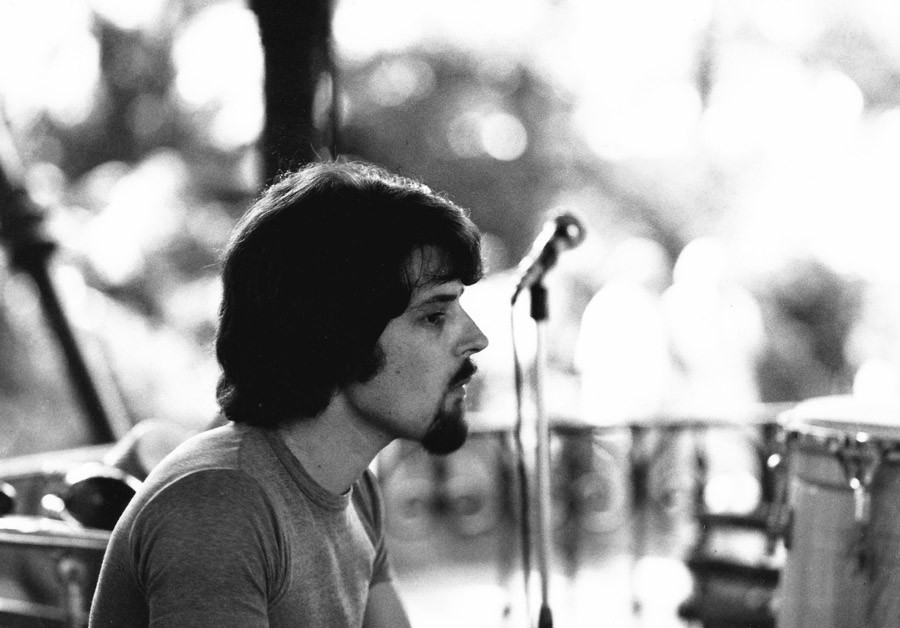
Kurt Baebi 1975 live in Zürich

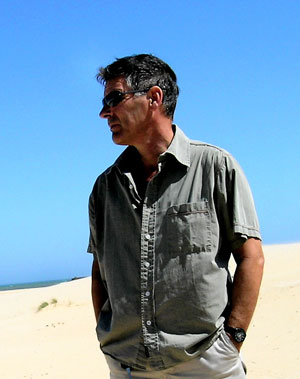
Kurt Baebi 2010

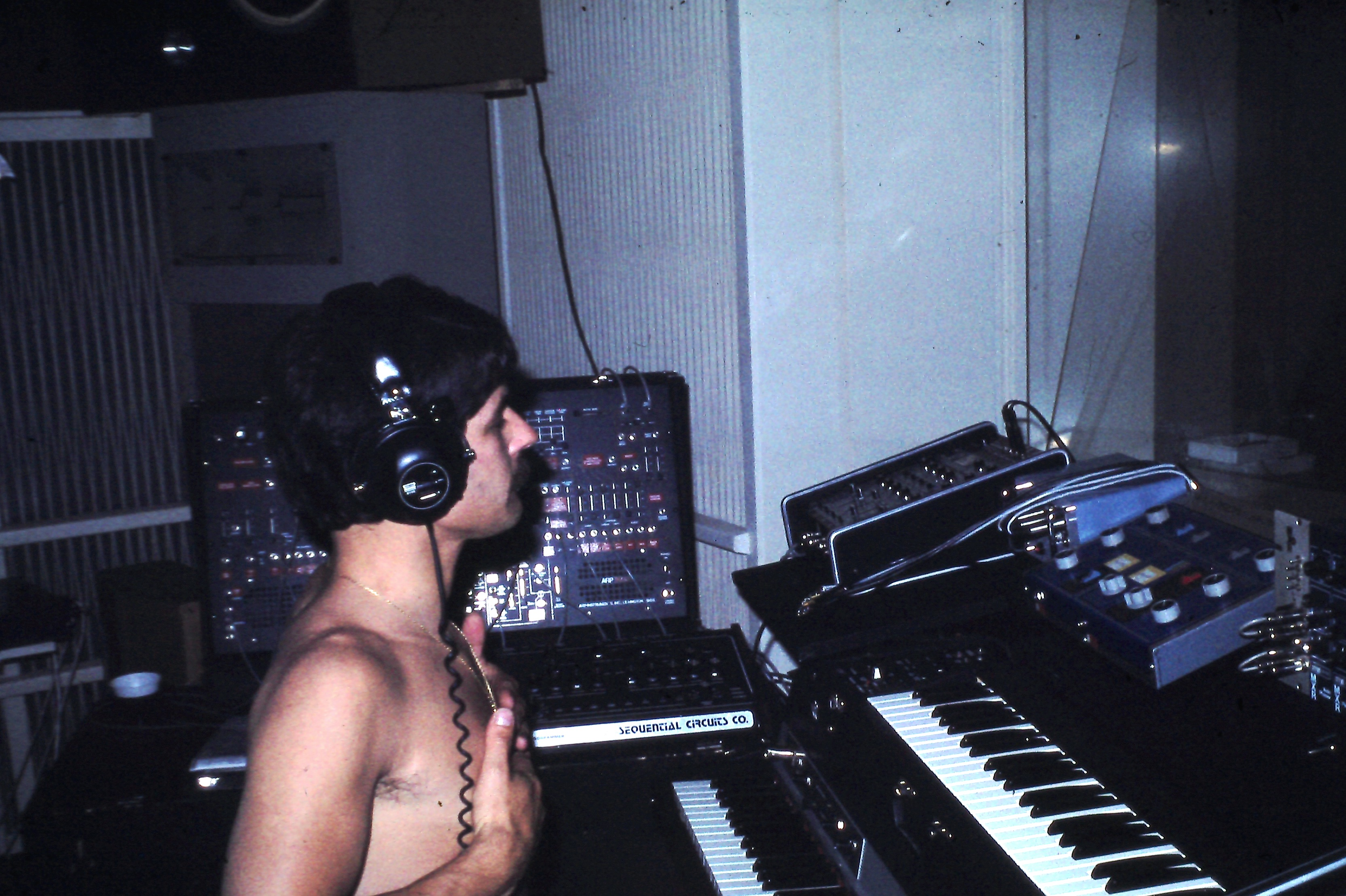
Kurt Baebi Tonag 1977 Zürich

Kurt Baebi (* 25. Oktober 1943 in Luzern, Schweiz) ist ein Schweizer Keyboarder, Pianist und Komponist.

## Leben
Kurt Baebi studierte an der Jazzschule Luzern Klavier, Notation und Komposition. 1973 gründete er in Zürich die Band Shivananda, die bis 1984 in der Jazzrock-Szene Europas aufgrund von ausgedehnten Tourneen, vier Alben und zahlreichen internationalen Festival- und Fernseh-Auftritten sehr bekannt war. Baebi war auch in der Studio-Szene als Keyboarder, Sounddesigner und Keyboardprogrammierer aktiv (u. a. für Giorgio Moroder, Joe Zawinul,  Strange Ways, Udo Jürgens, Europe, Phil Carmen oder Saga).
Von 1990 bis 2012 produzierte Kurt Baebi für sein Label CSST Productions als Komponist, Arrangeur und Musiker zehn  Solo-Alben unter eigenem Namen. Diese elektronischen Alben zeichnen sich durch einfache Songstrukturen bei komplexen und abwechslungsreichen Kompositionen mit jazzigen, poppigen, fernöstlichen und afrikanischen Einflüsse aus.
Als Produzent, Gastmusiker, Sounddesigner oder Keyboardtechniker wirkte er bei verschiedenen TV-, Film- und Liveproduktionen u. a. für Giorgio Moroder, Phil Carmen, Steve Gadd, Andreas Vollenweider, Curt Cress, Eddie Harris, Trilok Gurtu, Joe Zawinul, Europe oder Stanley Clarke mit. Unter anderem komponierte er 1992 den Soundtrack zum Eröffnungsfilm des Atatürk Staudamms.

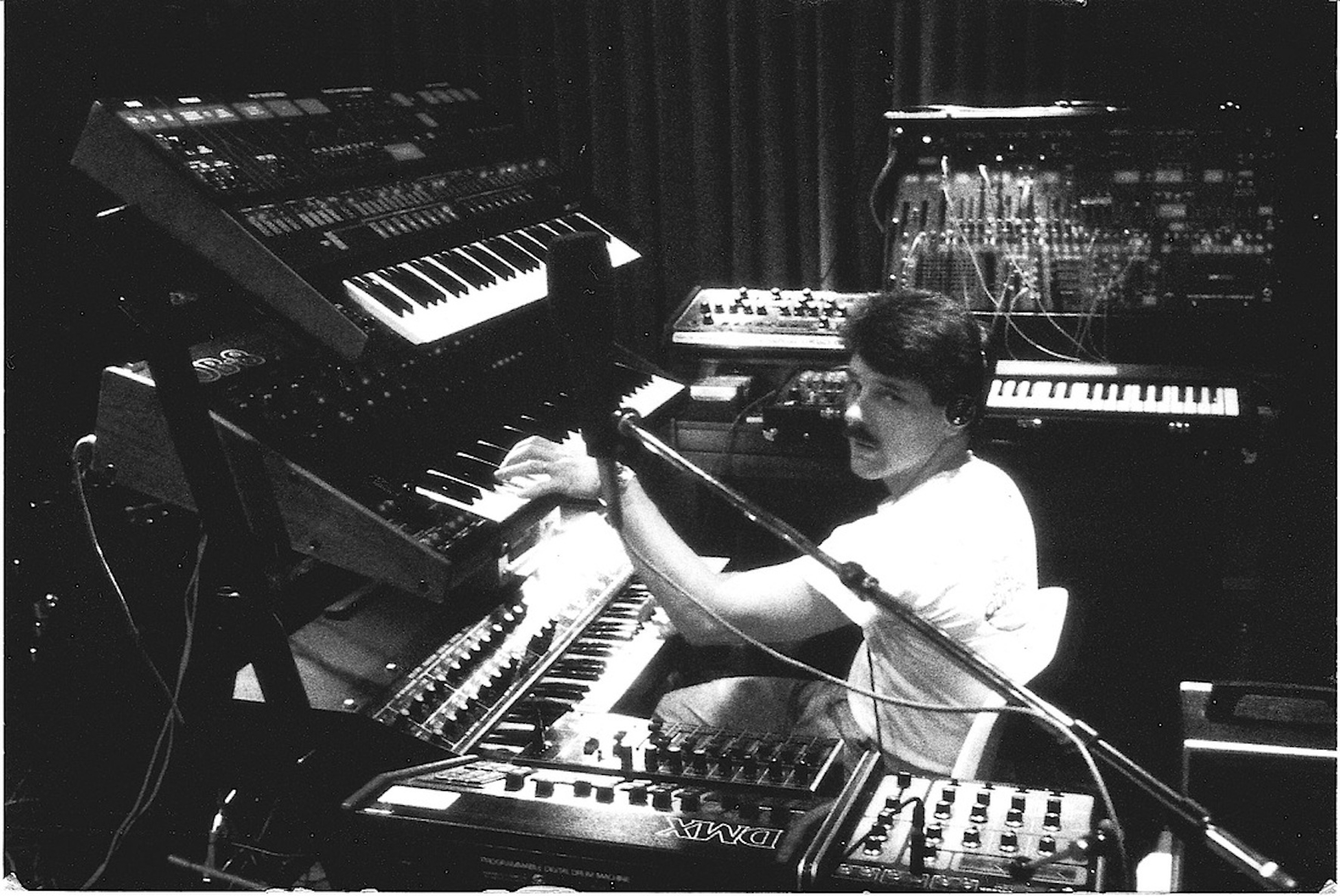
Kurt Baebi, Produktion SHIVANANDA 3 "Comeback", 1982
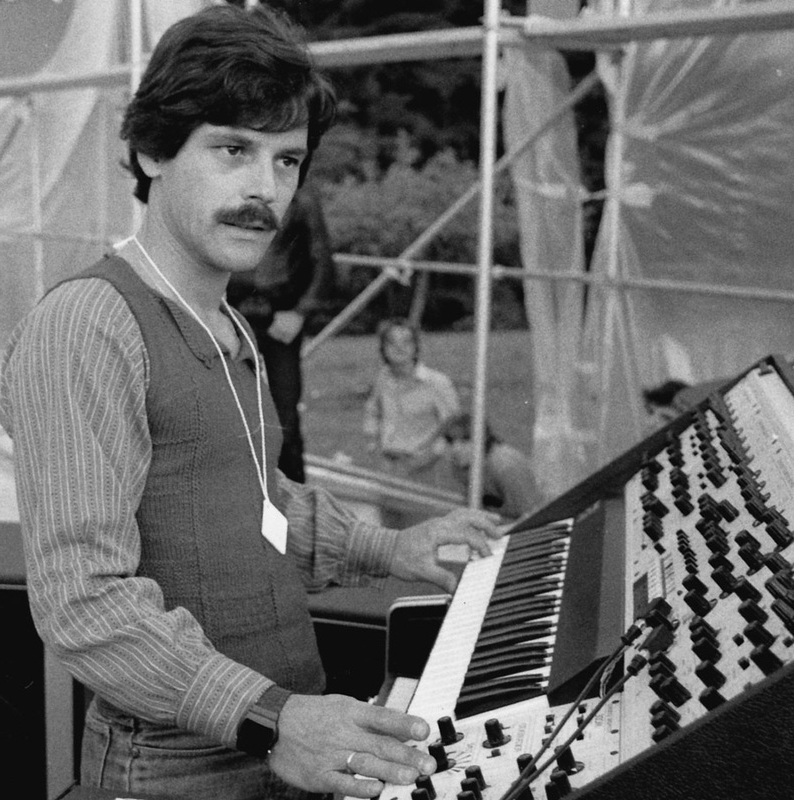
Kurt Baebi, Festival Arbon 1978, Live in Concert
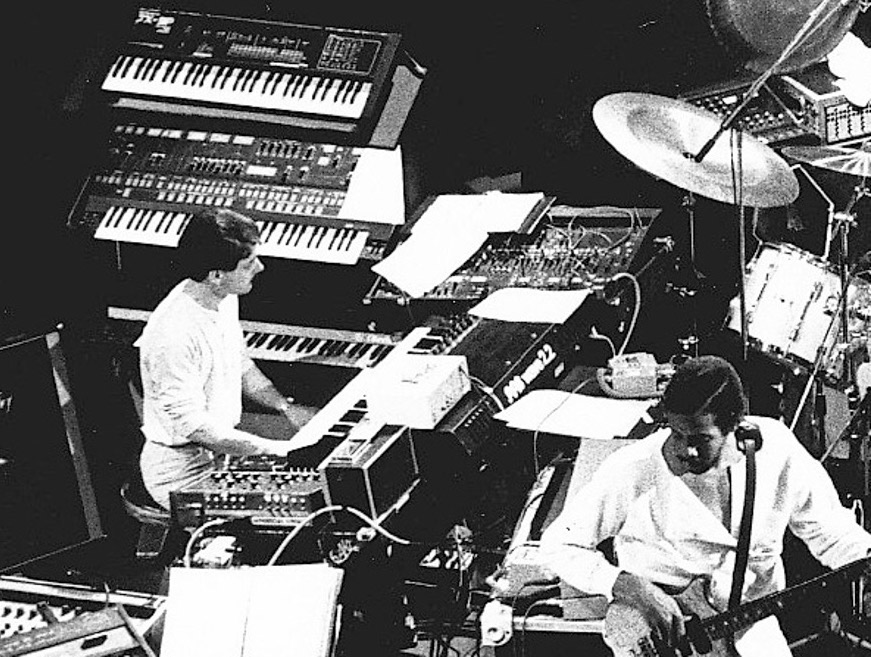
Kurt Baebi, Jazz in Concert, SRF 1984 with Stanley Clark
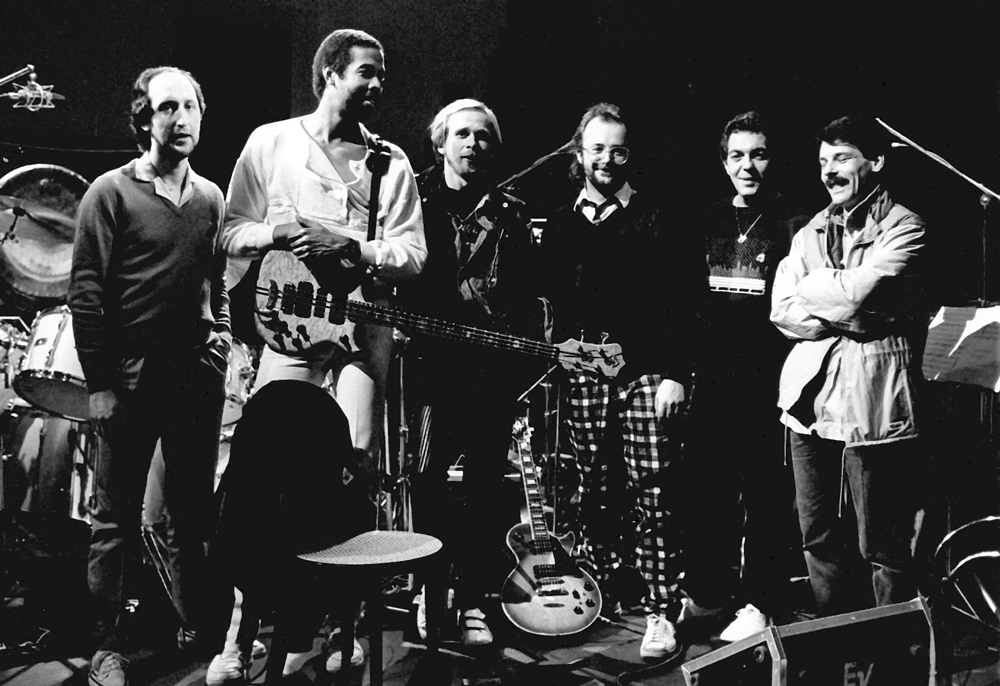
Jazz In Concert 1984, SRF, Line Up (Curt Cress Drums – Steve Gadd Drums – Hermann Weindorf Keys – Kurt Baebi Keys – Stanley Clarke Bass – Ian Bairnson Guitars)
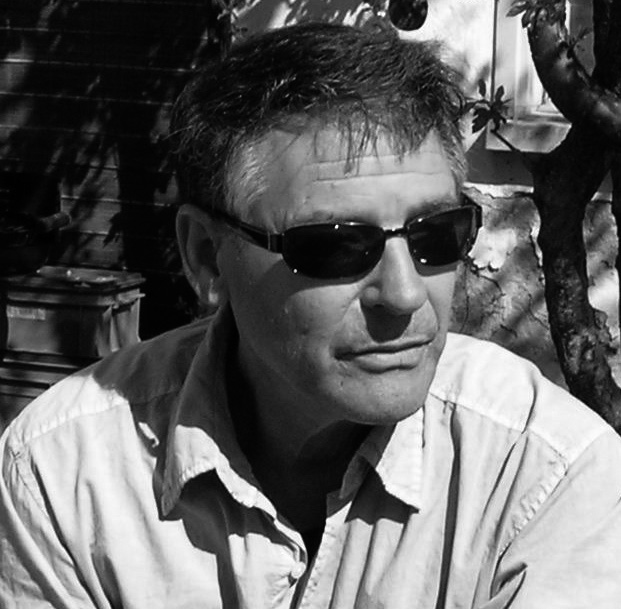
Kurt Baebi 2014
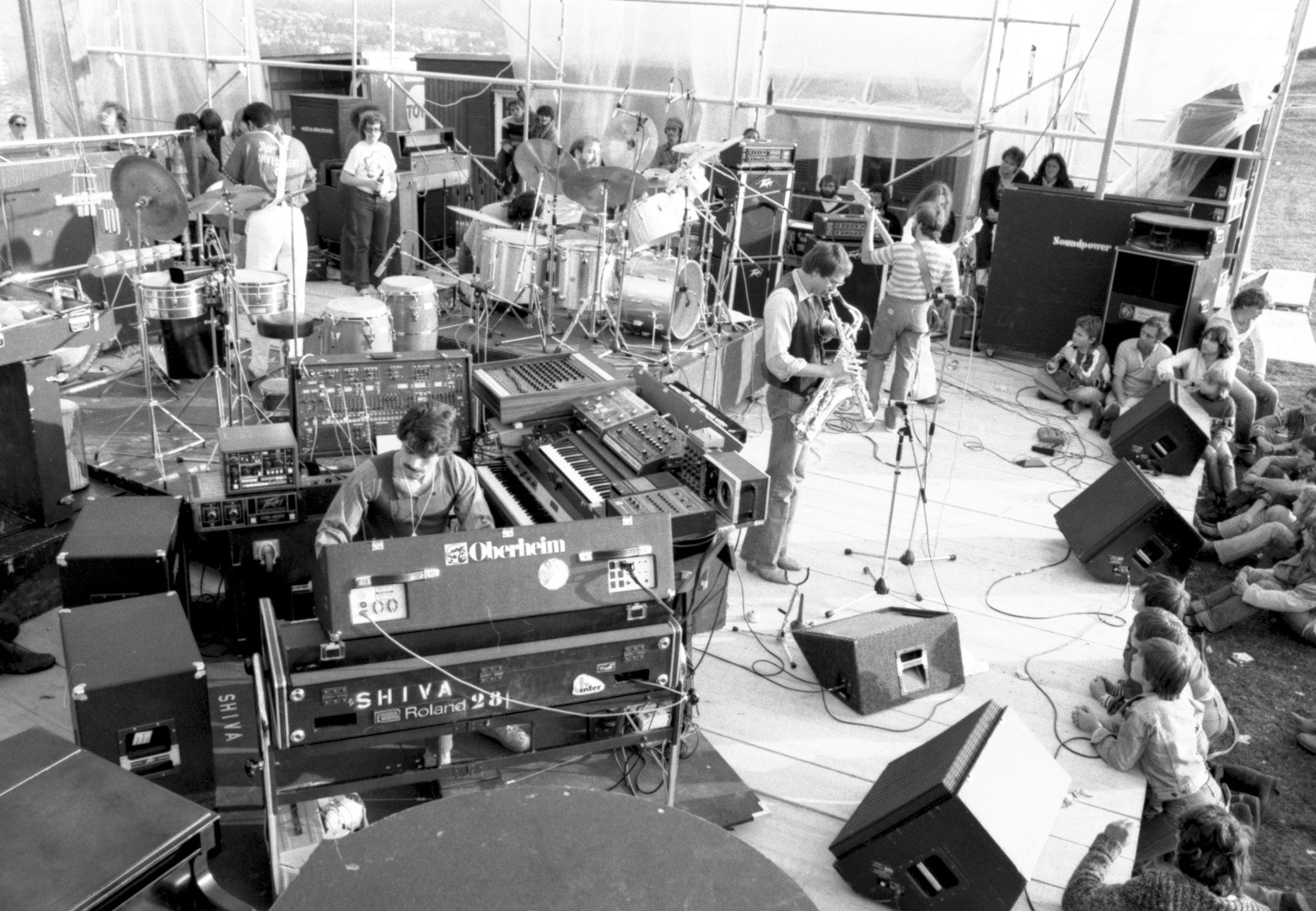
Kurt Baebi live in Concert, Festival Abtiwil 1979

## Diskografie (Auswahl)

### Shivananda
- Cross Now; Gnome Records 1977
- Headlines;  Gnome Records 1979

- Comeback ; CSST Productions 1982
- Live In Concert Part 1;  CSST Productions 2007
- Live In Concert Part 2;  CSST Productions 2007
- Live In Concert Part 1+2;   CSST Productions 2007

### Soloalben
- Moonriver 2003 CSST Productions
- South Impressions 2004 CSST Productions
- All Because of You 2005 CSST Productions
- Indonesia 2006 CSST Productions
- Magic Windows 2008 CSST Productions
- Best of 5 2009 CSST Productions
- First Take 2010 CSST Productions
- Smooth Compilation 2012 CSST Productions
- Acapulco Gold Single 2013 CSST Productions
- Crystal World 2014 CSST Productions